# Hubert Gerhard
Hubert Gerhard, też Erhardi, Gherardi (ur. pomiędzy 1540 a 1550 w ’s-Hertogenbosch lub Amsterdamie, zm. 1620 lub przed 1621 w Monachium) – niderlandzki rzeźbiarz działający w Niemczech.

## Życiorys
Jeden z najważniejszych wczesnobarokowych rzeźbiarzy w Bawarii. Do 1581 był aktywny we Florencji, w otoczeniu dworu Medyceuszy. Od 1581 działał w Augsburgu, gdzie w 1584 zaprojektował nagrobek dla rodziny Fuggerów. Wykonał tam też brązowy ołtarz dla kościoła dominikanów (1581–1583, nie zachowany), a następnie, od 1583, wraz z Carlem di Cesare del Palagio wykonywał prace dekoracyjne na zamku Kirchhelm. W latach 1586–1595 był rzeźbiarzem na dworze księcia Wilhelma V Bawarskiego w Monachium, a następnie pracował dla księcia Maksymiliana I Bawarski w Innsbrucku i Monachium.

## Twórczość
Tworzył pod wpływem Giambologny, którego prawdopodobnie był uczniem. Wprowadził dworski styl manierystyczny swojego mistrza do południowych Niemiec i Tyrolu, łącząc go ze stylem niderlandzkim. Głównym dziełem Gerharda w Augsburgu jest Fontanna Augusta (1589–1594). W Monachium zachowały się jego rzeźby w kościele św. Michała (Św. Michał walczący ze smokiem (1588–1592) oraz brązowa figura anioła z naczyniem na wodę święconą) i w katedrze Najświętszej Marii Panny (posągi Wilhelma IV i Albrechta V przy grobowcu Ludwika Bawarskiego), zaś w Rezydencji – fontanny Wittelsbachów i Perseusza (ok. 1595) oraz posąg Bawaria z ogrodu dworskiego.

## Galeria

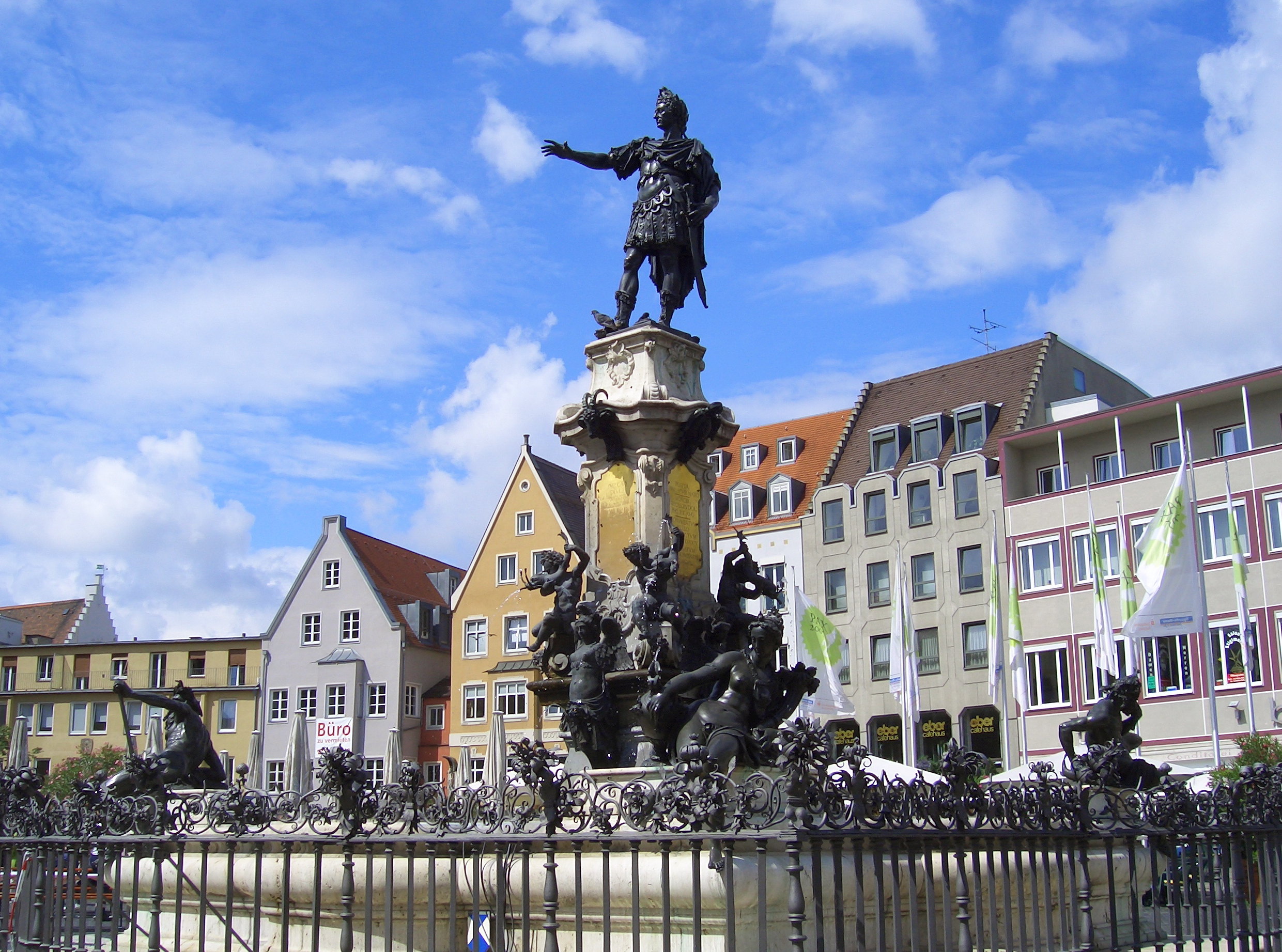
Fontanna w Augsburgu, 1589–1594
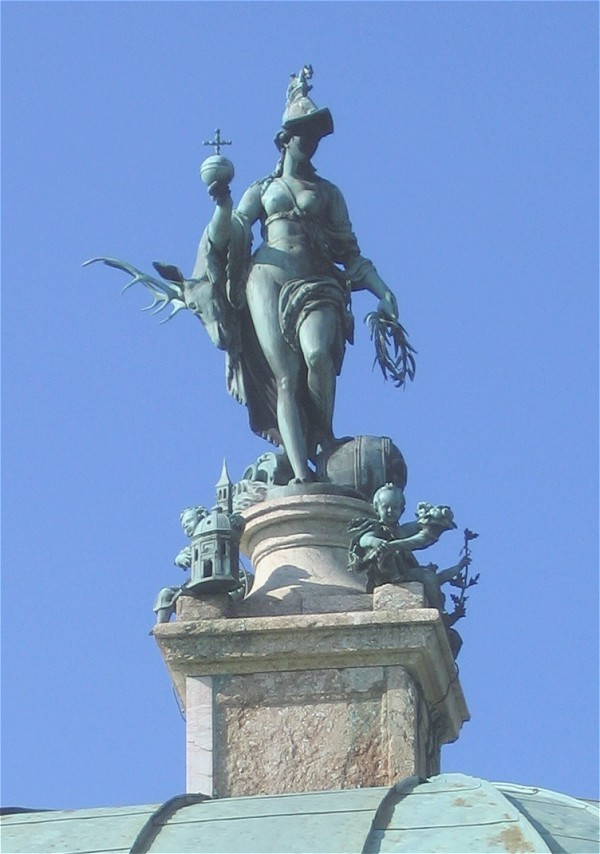
Posąg Bawaria, 1594, brąz, Rezydencja w Monachium
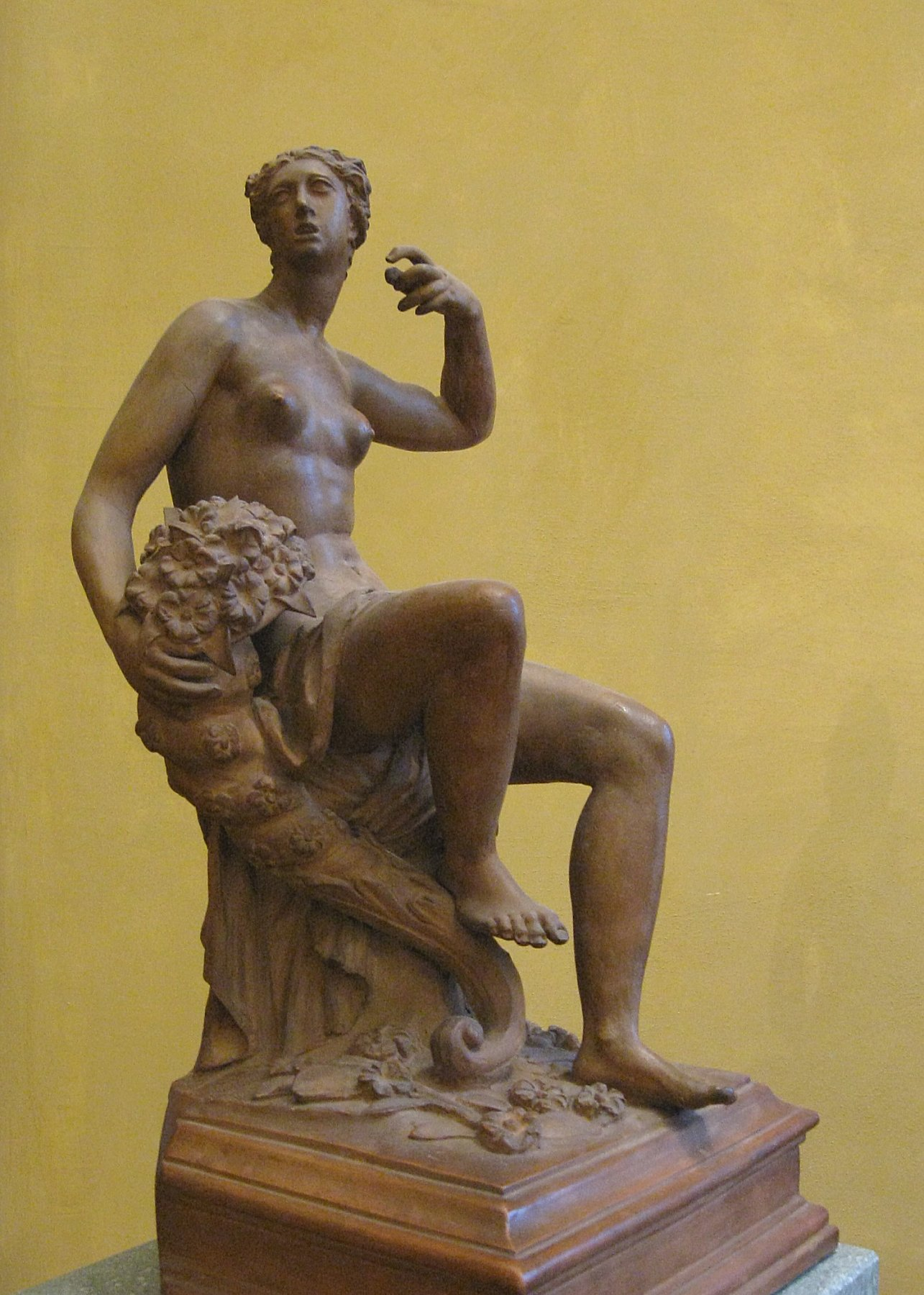
Frühling, 1590–1600, terakota, Bayerisches Nationalmuseum, Monachium
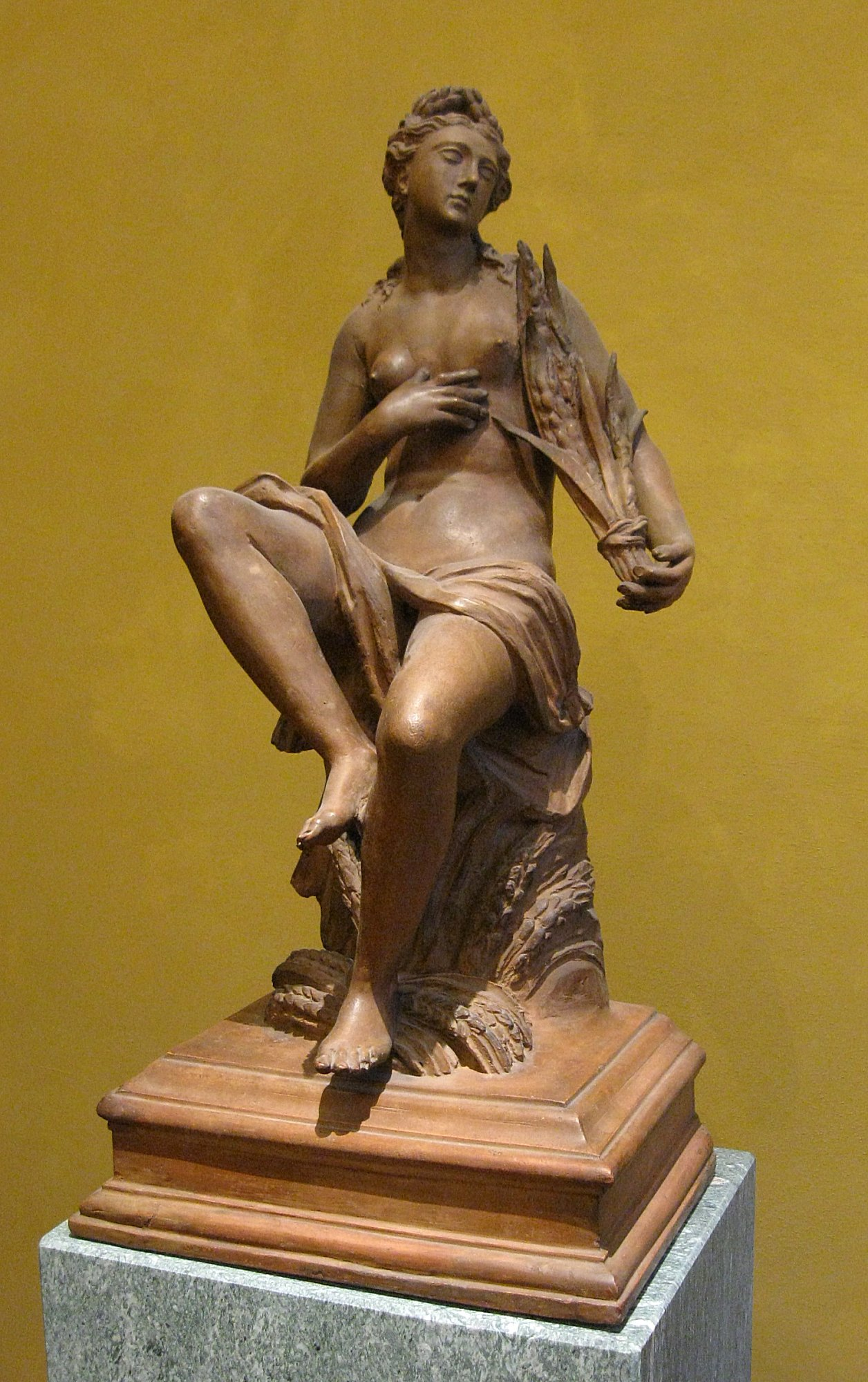
Sommer, 1590–1600, terakota, Bayerisches Nationalmuseum
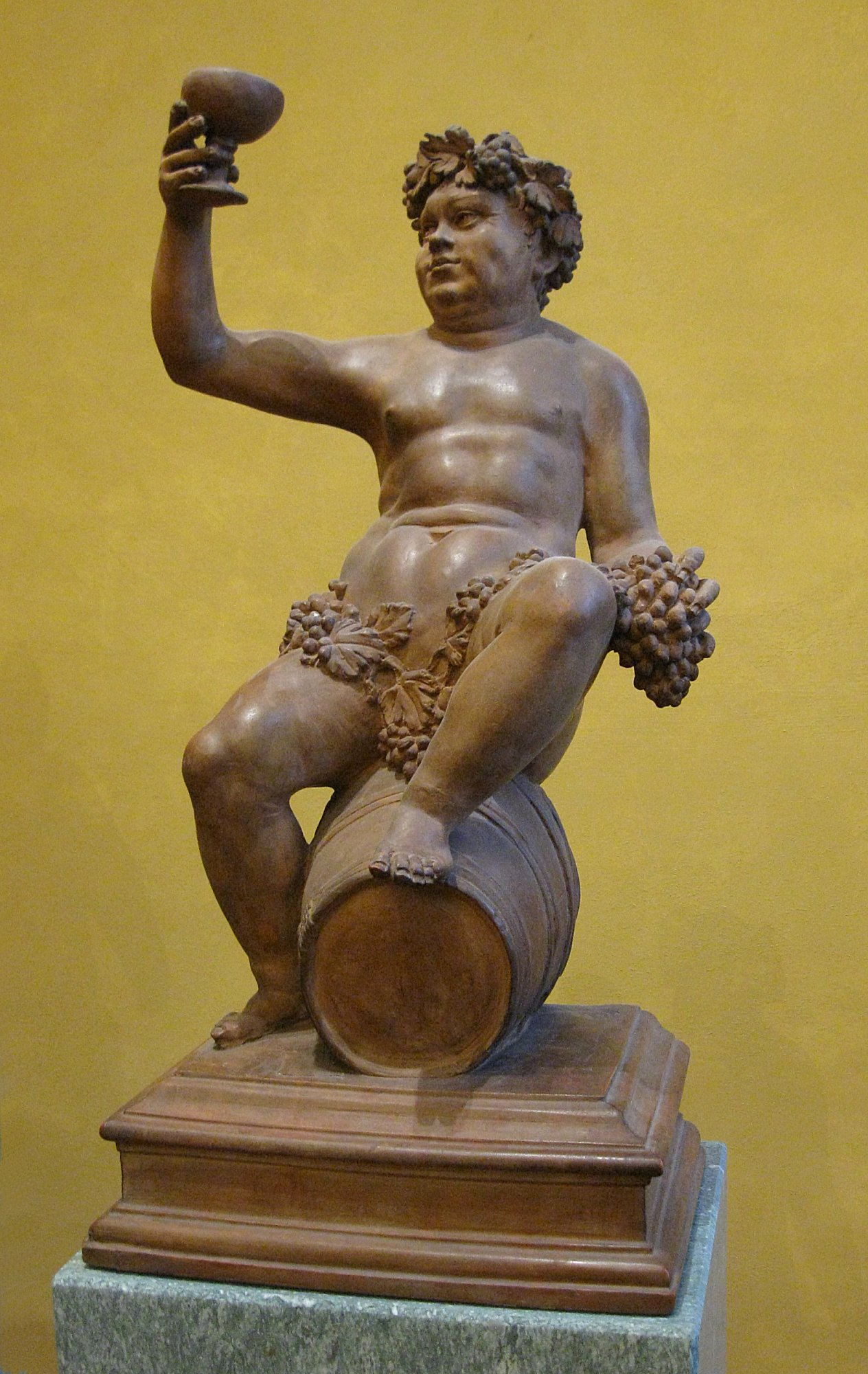
Herbst, 1590–1600, terakota, Bayerisches Nationalmuseum
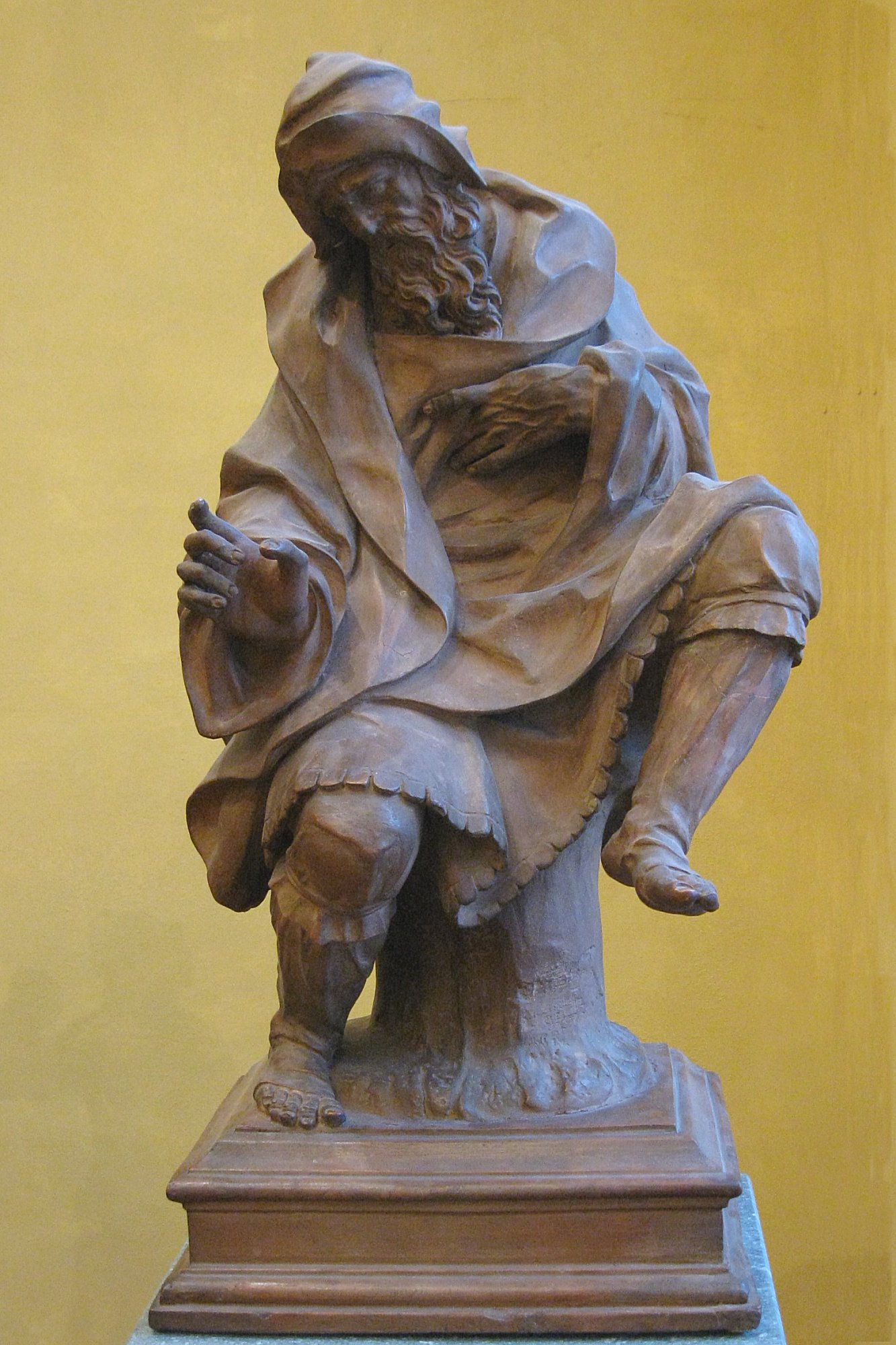
Winter, 1590–1600, terakota, Bayerisches Nationalmuseum
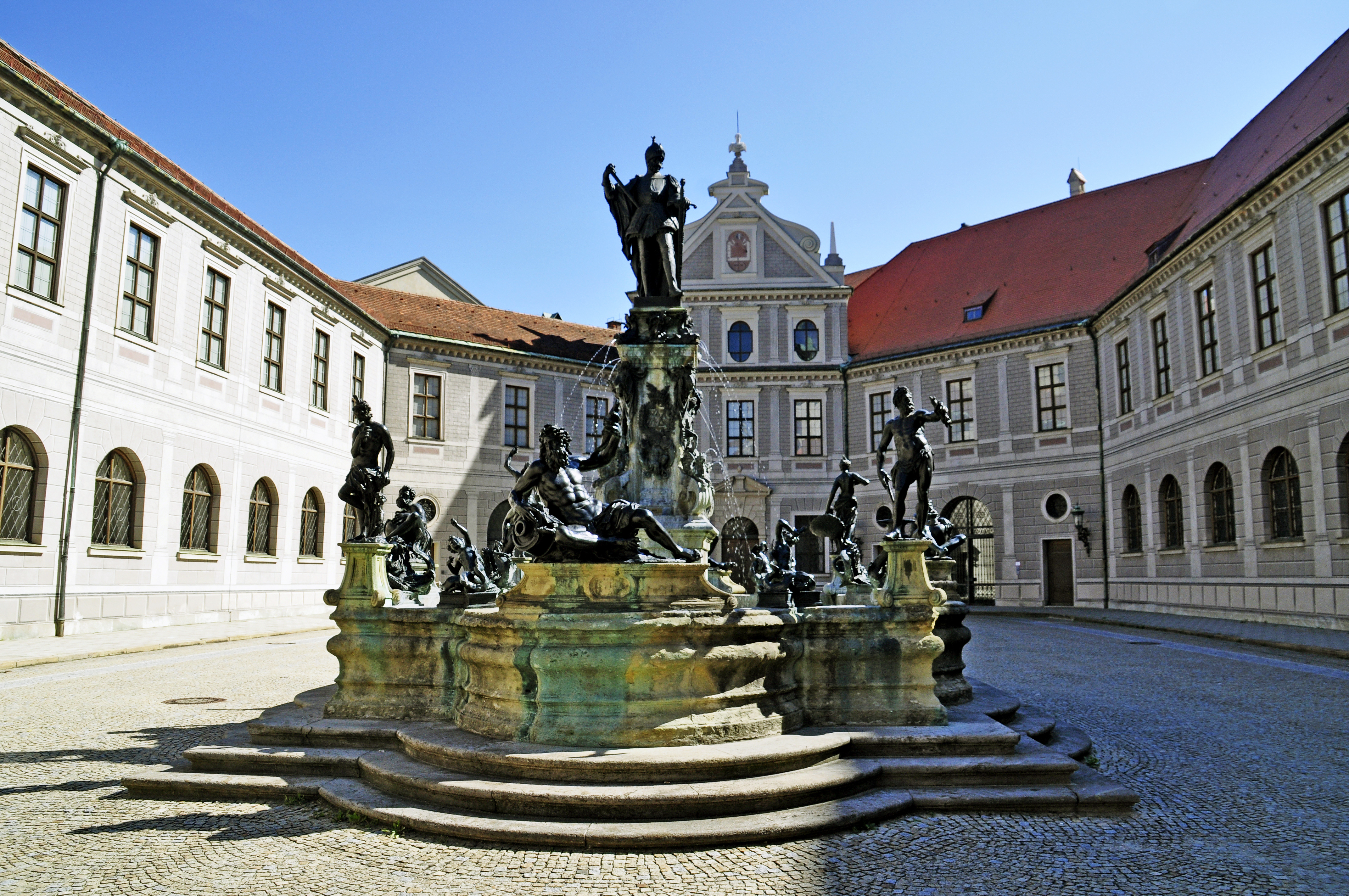
Fontanna Wittelsbachów, 1587, Rezydencja w Monachium